# Józsa Károly
Józsa Károly, született Jakobovits Károly Albert (Szeged, 1872. december 16. – Budapest, Józsefváros, 1929. augusztus 20.) festőművész, grafikus, illusztrátor. 

## Élete

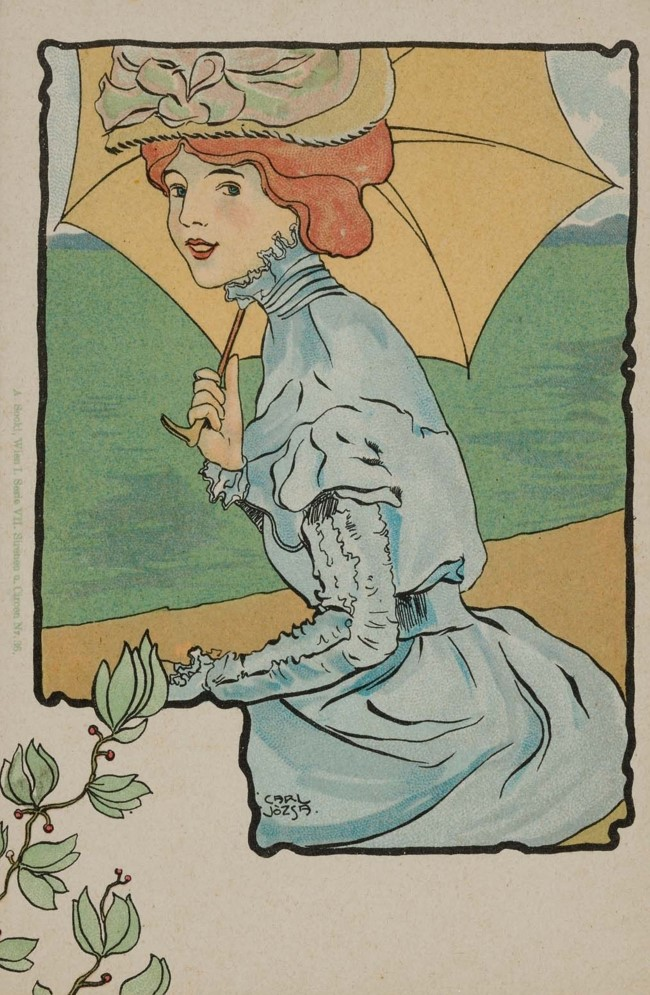
Sirenen und Cirnen. (1899, Museum of Fine Arts, Boston)

Jakobovits József órásmester és Politzer Emma fiaként született. Bécsben és Münchenben, majd Párizsban a Julian Akadémián szerezte művészeti képzettségét. Színes fa- és linóleummetszetei nagy számban jelentek meg magyar és külföldi folyóiratokban. Folthatásokra épített metszetei kezdetben a szecesszió hívének mutatták, később a német expresszionizmus hatott művészetére, Londonban fametszeteivel aranyérmet nyert. 1898-ban első díjat nyert egy müncheni plakátpályázaton. Legismertebb Menzel Adolf műtermében című fametszete, mely a The Studio műmellékleteként is megjelent. 1912-től Budapesten dolgozott. Fiatal leány ülő aktja, Magyar népfölkelők, Leány virággal című olajfestményeit a Magyar Nemzeti Galéria, több grafikai munkáját a Szépművészeti Múzeum őrzi.
Házastársa Freitag Paula Julianna volt.